# Lentinula
Lentinula — невеликий рід агарикальних грибів з родини маразмієві (Marasmiaceae). Станом на 2008 рік відомо 8 видів, більшість з яких поширені в тропічних регіонах. Ростуть на деревах. Типовим видом роду є неотропічний вид Lentinula boryana (= L. cubensis). Однак найвідомішим видом є L. edodes, шіїтаке. Рід описав Франклін Самнер Ерл у 1909 році.

## Опис
Представники роду Lentinula розвиваються на мертвій деревині широколистих дерев, особливо дубів і інших дерев з ряду букоцвітних. Плодові тіла цих грибів, як правило, мають забарвлення від світлих відтінків до червонувато-коричневого або чорного, з опуклими або пласкими шапками, що опираються на волокнисту ніжку. Шапка може мати розміри 2–25 см в діаметрі, в залежності від виду, і білі пластини на нижньому боці. Для цього роду грибів характерним є білий колір спор.

## Види
- Lentinula aciculospora
- Lentinula boryana
- Lentinula edodes
- Lentinula guarapiensis
- Lentinula lateritia
- Lentinula novae-zelandiae
- Lentinula raphanica
- Lentinula reticeps